# بخش پرتیگو/دوو
بخش پرتیگو/دوو یکی از بخشهای کانتون گروبوندان  در کشور سوئیس است.